# Jermaine Stewart
Jermaine Stewart (Columbus, Ohio, 7 september 1957 - Chicago, Illinois, 17 maart 1997) was een Amerikaanse zanger. Hij is vooral bekend van de hit We Don't Have to Take Our Clothes Off uit 1986.

## Biografie
Jermaine Stewart werd geboren in Columbus, Ohio. Als kind beleefde hij veel plezier aan dansen en gaf hij dansles aan klasgenootjes. In 1972 verhuisde het gezin Stewart naar Chicago. Daar zette hij zijn eerste stappen in de showbizz. Zo was hij op jonge leeftijd een keer te zien in het televisieprogramma Soul Train. Daarna werd hij ook actief als achtergrondzanger, bij onder andere de popgroepen Culture Club en Shalamar. Op het succesvolle album Colours by number van Culture Club uit 1983 is Stewart veelvuldig te horen. Culture Club hielp Stewart vervolgens met het lanceren van zijn solocarrière, wat hem uiteindelijk een platencontract bij Arista Records opleverde.
Stewart had slechts bescheiden succes met zijn debuutalbum The word is out uit 1984. De eerste single, eveneens The word is out getiteld, haalde de 41e plaats in de Billboard Hot 100 en het album kwam tot de 90e plaats in de albumlijst. Er volgden nog twee singles, maar die bleven vrijwel onopgemerkt. Stewarts grote doorbraak kwam in 1986 met het door Narada Michael Walden geschreven en geproduceerde nummer We Don't Have to Take Our Clothes Off. In zijn eigen land werd het een top 5-hit, en hij haalde de tweede plaats in de UK Singles Chart. Ook de opvolger Jody, over de ex-Shalamar-zangeres Jody Watley, werd een hitje. Het album Frantic romantic waar deze nummers opstonden, werd Stewarts grootste commerciële succes.
Twee jaar later bracht Stewart zijn derde album Say it again uit. Zijn populariteit was in Europa inmiddels iets groter geworden dan in Amerika. De eerste single Say it again haalde in Engeland de top 10, terwijl het in Amerika niet verder kwam tot nummer 27 in de hitparade. Net als bij zijn vorige twee albums was de tweede single wat minder succesvol; Get lucky haalde de Amerikaanse hitlijst niet en in het Verenigd Koninkrijk haalde het net niet de top 10. In de Benelux was dit echter omgekeerd. Terwijl Say it again het daar niet zo goed deed, kwam hij met Get lucky in de buurt van het succes van zijn grootste hit We don't have to take our clothes off. Hier was het nummer echter ook meteen zijn laatste hitsucces. De derde single Don't talk dirty to me was niet erg succesvol, behalve in West-Duitsland, waar het de vierde plaats haalde en zijn grootste hit werd. Speciaal voor de Duitse markt verscheen toen nog een vierde singletje van het album: Is it really love? Ook in Duitsland kon hij hiermee zijn succes niet vasthouden en het werd daar zijn laatste hit.
Stewarts laatste uitgebrachte album verscheen in 1990. What becomes a legend most? werd alleen in Europa uitgebracht en brak met de traditie dat de titel van het album ook een nummer op het album was. Het album was een commerciële flop en de single Tren de amor werd amper op de radio gedraaid. Rond dezelfde tijd werd in Amerika wel de single Hot and cold, van de soundtrack van Weekend at Bernie's uit 1989 uitgebracht, maar ook dit nummer flopte. Na het ineenzakken van zijn populariteit werd ook zijn platencontract bij Arista beëindigd. In 1992 kreeg Stewart een platencontract bij Reprise Records en werden opnames gemaakt voor een nieuw album. De eerste single Set me free werd in de Verenigde Staten uitgebracht, maar flopte wederom. Het gelijknamige album werd vervolgens niet uitgebracht. Er bestaan echter cassettebandjes van het album.
Op 17 maart 1997 overleed Jermaine Stewart, die openlijk homoseksueel was, aan de gevolgen van leverkanker, verergerd door aids. Hij ligt begraven in Thornton, Illinois.

## Discografie

### Singles
| Single met eventuele hitnotering(en) in de Nederlandse Top 40 | Datum van verschijnen | Datum van binnenkomst | Hoogste positie | Aantal weken | Opmerkingen                                                    |
| ------------------------------------------------------------- | --------------------- | --------------------- | --------------- | ------------ | -------------------------------------------------------------- |
| We Don't Have to Take Our Clothes Off                         |                       | 31-5-1986             | 7               | 10           | #13 in de Nationale Hitparade / AVRO's Radio en TV-Tip Radio 3 |
| Say It Again                                                  |                       | 2-4-1988              | 26              | 4            | #27 in de Nationale Hitparade Top 100                          |
| Get Lucky                                                     |                       | 14-5-1988             | 12              | 8            | #14 in de Nationale Hitparade Top 100                          |

| Single met hitnotering(en) in de Vlaamse Ultratop 50 | Datum van verschijnen | Datum van binnenkomst | Hoogste positie | Aantal weken | Opmerkingen              |
| ---------------------------------------------------- | --------------------- | --------------------- | --------------- | ------------ | ------------------------ |
| We Don't Have to Take Our Clothes Off                |                       | 14-6-1986             | 8               | 9            | #8 in de Radio 2 Top 30  |
| Get Lucky                                            |                       | 30-4-1988             | 7               | 10           | #10 in de Radio 2 Top 30 |